# Sonate K. 136
La sonate K. 136 (F.95/L.377) en mi majeur est une œuvre pour clavier du compositeur italien Domenico Scarlatti.

## Présentation
La sonate K. 136, en mi majeur, notée Allegro, forme la dernière œuvre du premier triptyque du corpus, avec les sonates précédentes, K. 134 et 135 de même tonalité, et se trouvent tant dans les manuscrits de Venise que dans ceux de Parme. Les mouvements Allegro sont contrastés par leur mesure : 
, 
 et enfin 
, pour la présente.
Selon Pestelli, la sonate dérive (avec la K. 207), de la même idée thématique apparaissant déjà dans la K. 15, qui se retrouve également dans la sonate en la majeur K. deest du manuscrit Ms. 703 de la Morgan Library.

## Manuscrits
Le manuscrit principal est le numéro 39 du volume XV de Venise (1749), copié pour Maria Barbara ; les autres sont Parme II 9, Münster V 32 et Vienne A 24.

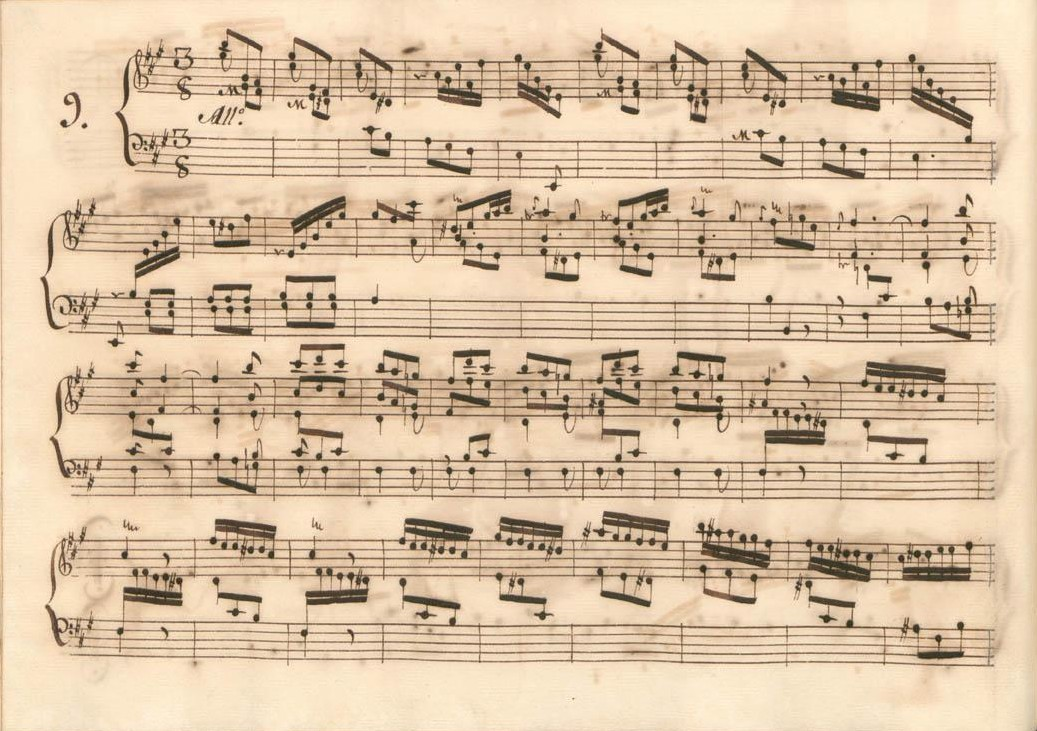
Parme II 9.
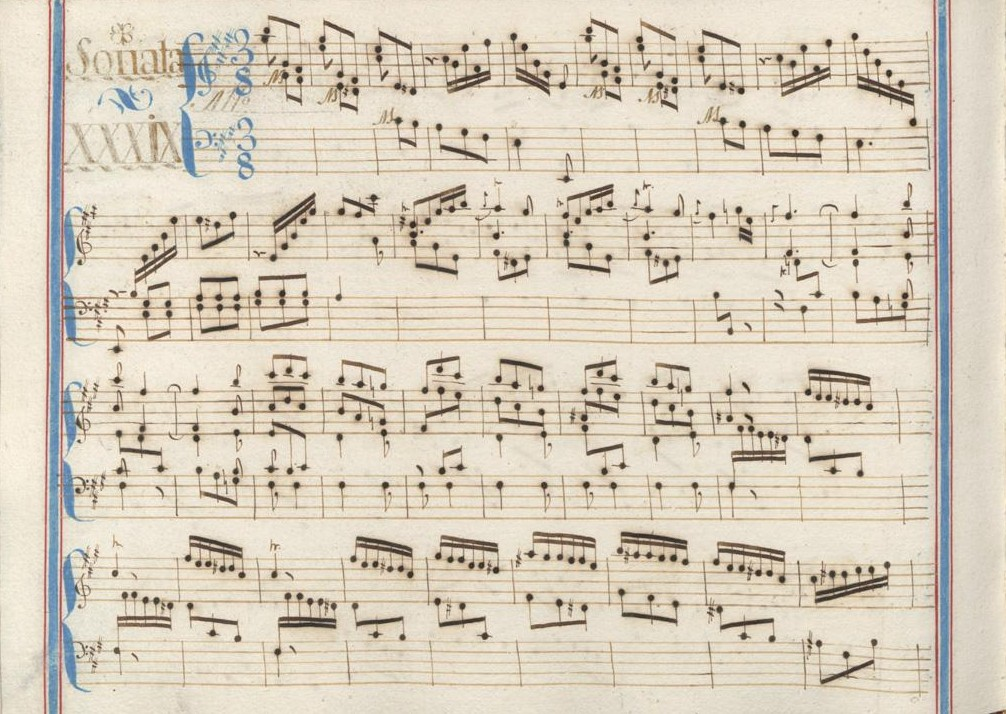
Venise XV 39.
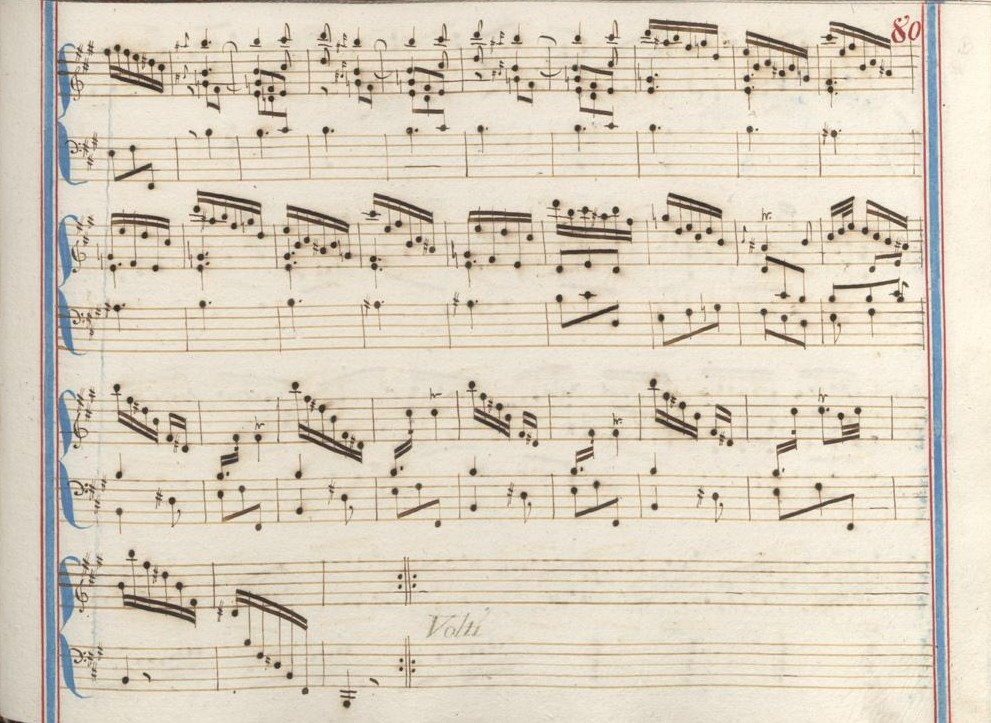
Venise XV 39 (fin de la première section).

## Interprètes
La sonate K. 136 est défendue au piano, notamment par Colleen Lee (2007, Naxos, vol. 10), Carlo Grante (2009, Music & Arts, vol. 1) et Christoph Ullrich (2017-2018, Tacet, vol. 3) ; au clavecin par Scott Ross (1985, Erato), Richard Lester (2005, Nimbus, vol. 6), Pieter-Jan Belder (Brilliant Classics, vol. 3) et Frédérick Haas (2016, Hitasura).

## Sources
: document utilisé comme source pour la rédaction de cet article.
- Ralph Kirkpatrick (trad. de l'anglais par Dennis Collins), Domenico Scarlatti, Paris, Lattès, coll. « Musique et Musiciens », 1982 (1re éd. 1953 (en)), 493 p. (ISBN 978-2-7096-0118-4, OCLC 954954205, BNF 34689181).
- Alain de Chambure, « Domenico Scarlatti : Intégrale des sonates — Scott Ross », Erato (2564-62092-2), 1985 (OCLC 891183737) .
- (en) Carlo Grante, « Domenico Scarlatti, intégrale des sonates pour clavier (vol. 1) », Music & Arts (CD-1236), 2010 .